# Congregação Beneditina Brasileira

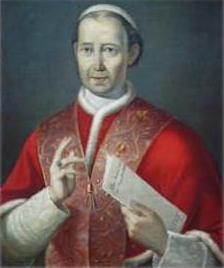
Retrato de Leão XII

A Congregação Beneditina do Brasil é uma união de abadias e priorados localizados no Brasil que compõem à Confederação Beneditina. Foi formada em 1º de julho de 1827, por decreto do Papa Leão XII.

## Lista de Mosteiros
- Arquiabadia de São Sebastião da Bahia (1582) - 31 monges e 105 oblatos seculares
- Abadia de São Bento de Olinda (1586) - 31 monges e 65 oblatos seculares
- Abadia de São Bento do Rio de Janeiro (1590) - 40 monges e 190 oblatos seculares
- Abadia de São Bento de São Paulo (1598) - 40 monges e 70 oblatos seculares
- Abadia de Santa Maria de São Paulo (1911) - 21 freiras e 25 oblatas seculares
- Abadia de Petrópolis (1925) - 35 freiras e 60 oblatos seculares
- Abadia de Nossa Senhora da Glória de Uberaba (1948) - 17 freiras e 30 oblatos seculares
- Abadia de Nossa Senhora das Graças de Belo Horizonte (1949) - 41 freiras e 70 oblatos seculares
- Abadia da Santa Cruz de Juiz de Fora (1960) - 25 freiras e 33 oblatas seculares
- Abadia de Nossa Senhora do Monte de Olinda (1963) - 28 freiras
- Abadia de Caxambu (1973) - 13 freiras e 16 oblatos seculares
- Abadia de São João (Campos do Jordão) (1974) - 28 freiras e 5 oblatas seculares
- Abadia de Nossa Senhora da Paz de Itapecerica da Serra (1974) - 19 freiras e 2 oblatas seculares
- Abadia de Salvador da Bahia (1977) - 18 freiras e 25 oblatas seculares
- Priorado de São Bento de Mussurepe (Campos dos Goytacazes) (1700), dependente do Rio de Janeiro
- Priorado de Nossa Senhora da Visitação (Fortaleza) (1994) - 4 freiras e 1 oblata secular, dependentes de Olinda
- Priorado de São Bento (Fortaleza) (1993)
- Priorado de São Bento (Garanhuns) (1940) - 11 monges
- Priorado de São Bento (Pouso Alegre) (1957) - 7 monges, dependentes da Arquiabadia da Bahia
- Priorado de São Bento (Brasília) (1987) - 11 monges e 16 oblatos seculares
- Priorado de Guajará-Mirim (1997) - 5 freiras dependentes de Petrópolis
- Priorado de Juazeiro do Norte (1982) - 17 freiras e 3 oblatas seculares
- Priorado de Rio Branco (1993) - 4 freiras e 5 oblatas seculares, dependentes de Juiz de Fora
- Priorado de Santa Rosa  (1979) - 6 freiras e 1 oblato secular
- Priorado de São Mateus (1994) - 7 freiras e 21 oblatas seculares
- Fraternidade Deus conosco de João Pessoa (1970) - 2 freiras, dependentes de Olinda
- Mosteiro de Nossa Senhora das Graças (1586), dependente da Arquiabadia da Bahia
- Mosteiro de São Bento de Jundiaí (1668), dependente da Abadia de São Bento de São Paulo
- Mosteiro dos Prazeres (Morro dos Guararapes) (1656) - 2 monges, dependente da abadia de Olinda
- Mosteiro de Nossa Senhora de Monserrat (1602), dependente da Arquiabadia da Bahia
- Mosteiro de São Bento de Sorocaba (1660) - 2 monges, dependentes de Nossa Senhora da Assunção de São Paulo